# Artifi (general)
Artifi (Artyphius, Artybios, hel·lenització d'un nom persià *Ardifiya), fill d'Artaban (quasi amb seguretat el germà de Darios I el Gran) fou un príncep aquemènida i general de l'exèrcit persa (actuava vers el 480 aC). El nom, portat per alguns oficials aquemènides significa àguila.  És esmentat per Heròdot. Va dirigir els contingents de dadices i gandares a l'expedició de Xerxes I de Pèrsia a Grècia.